# Otakar Ševčík

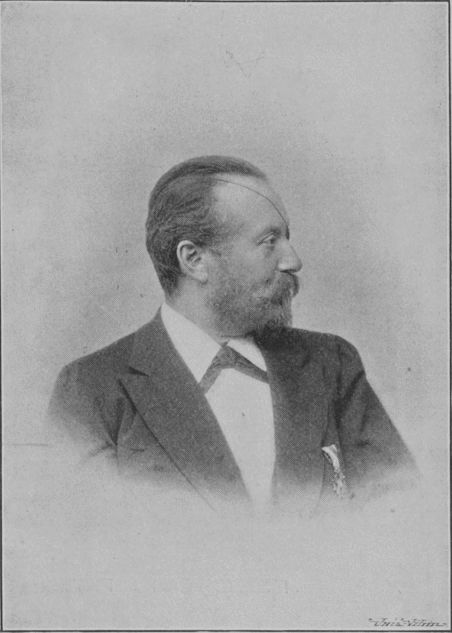
Otakar Ševčík (1901)

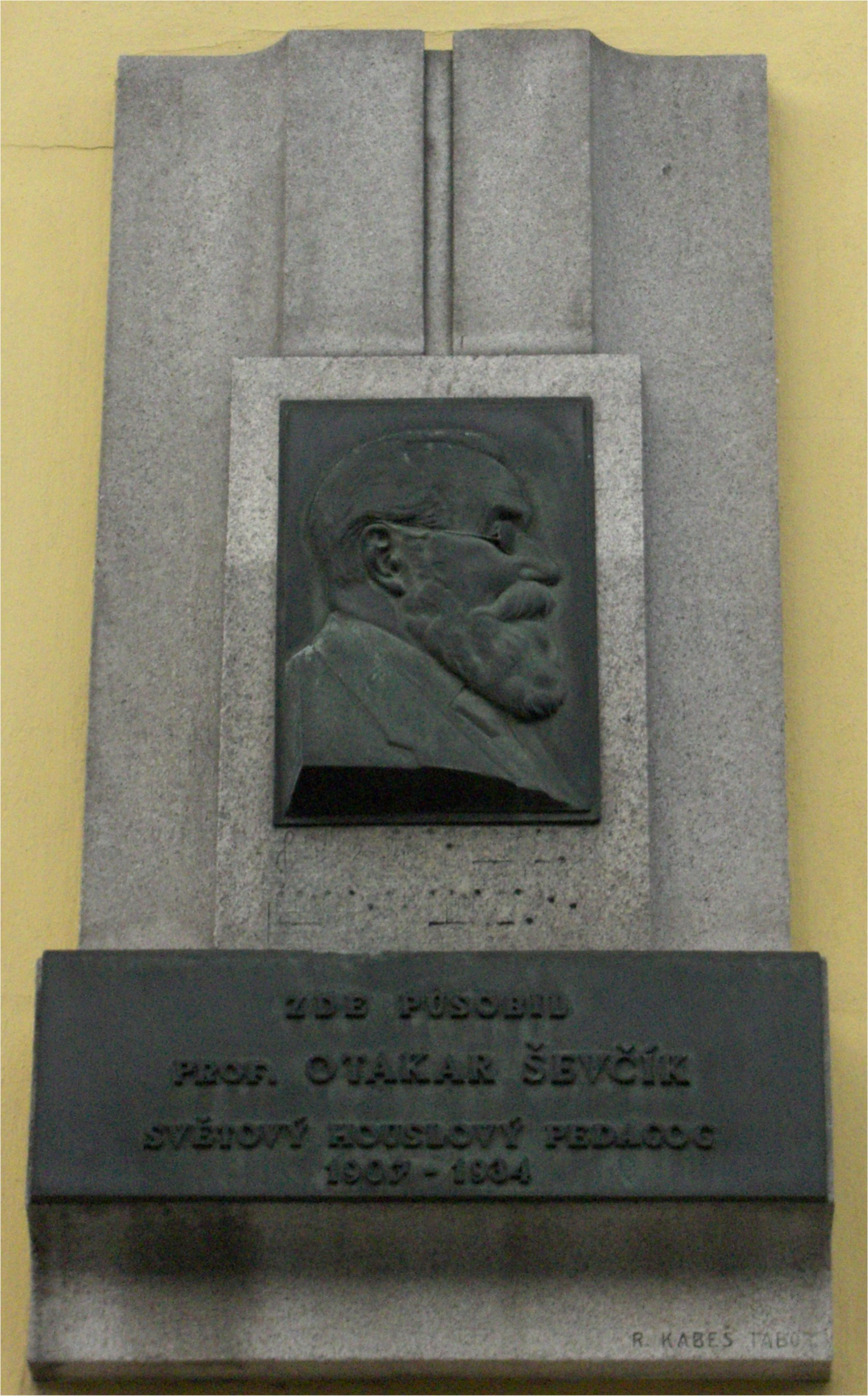

Otokar Ševčík (Horaždovice, 22 maart 1852 - Písek, 18 januari 1934) was een Tsjechisch violist. 
Zijn muzikale opleiding kreeg hij aan het Conservatorium van Praag en werd leider van het Mozarteum in Salzburg. In 1873 vestigde hij zich in Wenen, was later professor aan de Muziekschool van Kiev (1875-1892). Hij werd bij terugkeer naar Praag Professor Viool aan dat conservatorium. Hij schreef lesboeken (4 delen) voor viool en was in 1903 betrokken bij de oprichting van een strijkkwartet.
Zijn belangrijkste leerling was Jan Kubelík.
- Bibsys: 53055
- Biblioteca Nacional de España: XX5064839
- Bibliothèque nationale de France: cb139276884 (data)
- CiNii: DA11954465
- Gemeinsame Normdatei: 117471143
- International Standard Name Identifier: 0000 0001 2123 906X
- Library of Congress Control Number: n88619664
- Nationale Bibliotheek van Letland: 000150953
- MusicBrainz: 4ca59185-0daa-487c-ab47-67d2e2f0cac3
- Bibliotheek van het Japanse parlement: 001250977
- Nationale Bibliotheek van Tsjechië: jk01122844
- Nationale bibliotheek van Australië: 35712543
- Nationale Bibliotheek van Israël: 987007286036805171
- Nationale en Universitaire bibliotheek Zagreb: 000124266
- Nederlandse Thesaurus van Auteursnamen: 071323570
- Réseau des bibliothèques de Suisse occidentale: 02-A004024245
- Istituto Centrale per il Catalogo Unico: LO1V133220
- Système universitaire de documentation: 120447533
- Trove: 1053426
- Virtual International Authority File: 22330205
- WorldCat: E39PBJyh6hjfCVx7dXJm9XRFrq